# Mille e una luce
Mille e una luce è stato un programma televisivo di varietà e giochi trasmesso per una edizione e 12 puntate più una anteprima dall'8 luglio al 30 settembre 1978 su RaiUno.  Gli autori erano Luciano Gigante e Adolfo Perani, mentre la regia era di Piero Turchetti e la direzione musicale di Renato Serio. Il programma era condotto da Claudio Lippi, Luciano De Crescenzo e Ines Pellegrini. In ogni puntata del programma si confrontavano in una partita a dama squadre di concorrenti appartenenti a paesi di diverse regioni italiane. Grazie ad un accordo tra la RAI e l'Enel, i telespettatori potevano votare i concorrenti preferiti accendendo e spegnendo le luci di casa a richiesta del conduttore, che così poteva dare subito il risultato della votazione. Mille e una luce è stata in pratica la prima trasmissione televisiva interattiva in Italia. Il programma aveva anche una parte musicale, grazie all'intervento di cantanti in qualità di ospiti; tra gli artisti intervenuti vi furono Anna Oxa, Marcella Bella, Umberto Balsamo e gli Alunni del Sole. La vittoria andò al comune calabro di Mandatoriccio, il paese più piccolo, che in finale superò Ponsacco e in semifinale Bordighera e Alghero. La sigla finale della trasmissione era la canzone Ancora ancora ancora, cantata da Mina; il filmato che presentava la sigla, girato alla Bussoladomani di Marina di Pietrasanta, fu per 23 anni l'ultima apparizione in video della cantante .